# PCGF5
PCGF5 (англ. Polycomb group ring finger 5) – білок, який кодується однойменним геном, розташованим у людей на короткому плечі 10-ї хромосоми. Довжина поліпептидного ланцюга білка становить 256 амінокислот, а молекулярна маса — 29 714.
| 10         |  | 20         |  | 30         |  | 40         |  | 50         |
| ---------- |  | ---------- |  | ---------- |  | ---------- |  | ---------- |
| MATQRKHLVK |  | DFNPYITCYI |  | CKGYLIKPTT |  | VTECLHTFCK |  | TCIVQHFEDS |
| NDCPRCGNQV |  | HETNPLEMLR |  | LDNTLEEIIF |  | KLVPGLREQE |  | LERESEFWKK |
| NKPQENGQDD |  | TSKADKPKVD |  | EEGDENEDDK |  | DYHRSDPQIA |  | ICLDCLRNNG |
| QSGDNVVKGL |  | MKKFIRCSTR |  | VTVGTIKKFL |  | SLKLKLPSSY |  | ELDVLCNGEI |
| MGKDHTMEFI |  | YMTRWRLRGE |  | NFRCLNCSAS |  | QVCSQDGPLY |  | QSYPMVLQYR |
| PRIDFG     |  |            |  |            |  |            |  |            |

A: Аланін

C: Цистеїн

D: Аспарагінова кислота

E: Глутамінова кислота

F: Фенілаланін

G: Гліцин

H: Гістидин

I: Ізолейцин

K: Лізин

L: Лейцин

M: Метіонін

N: Аспарагін

P: Пролін

Q: Глутамін

R: Аргінін

S: Серин

T: Треонін

V: Валін

W: Триптофан

Кодований геном білок за функцією належить до репресорів. 
Задіяний у таких біологічних процесах, як транскрипція, регуляція транскрипції, альтернативний сплайсинг. 
Білок має сайт для зв'язування з іонами металів, іоном цинку. 
Локалізований у ядрі.